# Granata Sacra di Antiochia
La Granata Sacra di Antiochia (in inglese Holy Hand Grenade of Antioch) è un'arma immaginaria presente nel film Monty Python e il Sacro Graal.

## Storia
Sebbene la Granata Sacra appaia solamente per pochi minuti durante il corso del film, essa viene spesso citata in numerosi videogiochi, lungometraggi e in alcune serie televisive.
Nella serie di videogiochi Worms appare la Granata Sacra. Al contrario delle altre granate, essa ha il timer bloccato a 3 secondi ed esplode non appena avrà cessato di rimbalzare. Un coro canterà Alleluia un istante prima dell'esplosione, in riferimento a Messiah di Georg Friedrich Händel.
Questo tipo di granate sono inoltre disponibili in Duke Nukem: Time to Kill nei livelli ambientati nel medioevo. Nel film Ready Player One il protagonista utilizza una Granata Sacra.